# Семянников Франціск Іванович
Семянников Франціск Іванович — радянський український кінооператор. Нагороджений орденом Червоної Зірки і медалями.
Народ. 30 серпня 1914 р. в Ростові-на-Дону. Закінчив Всесоюзний державний інститут кінематографії (1939).
Учасник Німецько-радянської війни.
Був другим оператором комбінованих зйомок Тбіліської і Київської кіностудій художніх фільмів.
З 1966 р. — оператор і режисер «Київнаукфільму».

## Фільмографія
1. 1959: «Фатіма» (оператор комб. зйомок)
2. 1959: «Небо кличе» (оператор комб. зйомок)
3. 1960: «Роман і Франческа» (оператор-постановник)
4. 1963: «Мрії назустріч» (1963), «Сигнали на залізниці» (1967)
5. 1967: «Рослинна олія» (II Премія конкурсу рекламних фільмів Міністерства зовнішньої торгівлі, Москва, 1968)
6. 1971: «Кварц-супер» (Почесний диплом V Конкурсу рекламних фільмів Міністерства зовнішньої торгівлі СРСР, Москва, 1972)
7. 1974: «Московська горілка» (Срібна медаль II Міжнародного кінофестивалю рекламних фільмів соціалістичних країн, Варна, 1974)

та ін.
Був членом Спілки кінематографістів України.
Помер 4 червня 1986 р. в Києві.